# Inmigración vasca en Paraguay

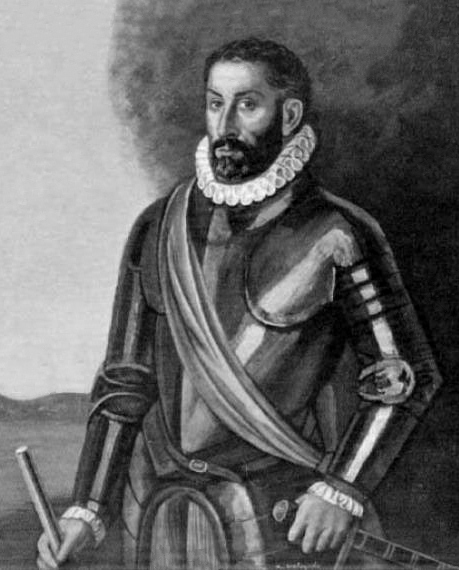
Domingo Martínez de Irala (1509-1566), considerado como el propulsor del mestizaje hispano-guaraní.

La presencia vasca en Paraguay arranca de los momentos iniciales de la historia de ese país. Uno de los primeros grandes líderes de la conquista y colonización fue de origen vasco: don Domingo Martínez de Irala, al igual que varios de sus compañeros de aventuras y vicisitudes.
En el decurso de los siglos, la región rioplatense vio llegar a sus playas numerosos miembros de esa colectividad peninsular, lo que aumentó a raíz de la profunda crisis que venía arrastrando el mundo agrario vasco y navarro desde fines del siglo xviii, expresada en la emigración a América y la disponibilidad campesina para movilizarse por la Iglesia y el absolutismo y en contra el liberalismo.
Sumados a esto, los cambios que acompañaron al proceso de industrialización, a finales del siglo xix y el agotamiento de viejos modelos de la economía rural, dieron lugar a climas de intolerancia política, lo que incentivó la emigración y dio lugar al surgimiento de un fuerte sentido de nacionalismo.

## Historia

### En la conquista
Una vez establecidos los peninsulares en el Paraguay, y consolidado el asentamiento denominado Asunción, al que aquel otorgó su condición de ciudad, cuando estableció el Cabildo, Justicia y Regimiento, el 16 de septiembre de 1541, los españoles comenzaron las fundaciones de otros centros poblacionales. Uno de ellos, Buenos Aires, con el transcurso de los siglos se convirtió en la principal orbe de la región, llegando incluso a opacar a la ciudad que le dio existencia, Asunción del Paraguay.
Y fue también un vasco el que realizó la re fundación, en 1580: don Juan de Garay.
Como ellos, numerosos fueron los próceres de aquella época de nuestra historia, provenientes de aquella región de la península ibérica: los Ortiz de Zárate, Ortiz de Vergara, etc.

### En elsigloXIX
Además de aquellos vascos de la primera hora, en la primera mitad del siglo XIX, muchas fueron las familias vascas que vinieron a Sudamérica huyendo de las guerras carlistas. La mayor parte se radicó en la Argentina. Una cantidad menor pasó al Paraguay, dedicándose a las más diversas actividades.
La guerra civil española fue la causa de que otra partida de vascos y gente de otras regiones de la península ibérica pasaran a América.
Al Paraguay vino una nueva partida, aunque en menor medida. Toda esa colectividad, hoy hondamente arraigada en el país y en la sociedad nacional.
Entre 1800 y 1850, la población de Europa subió a una tasa anual media del 8 al 9 por mil y desde 1850 a fin del siglo XIX, el índice creció a un 11 por mil anual acumulativo.
Concretamente, en el sur de Francia y en el norte de España (País Vasco, Cataluña, Asturias y Galicia), el medio rural ya no pudo absorber la población creciente. El pequeño huerto o chacra o campo de cría y pastoreo que alcanzaba a mantener a los integrantes de una generación, ya no era suficiente para satisfacer necesidades iguales de la generación siguiente, multiplicada, y tal factor se elevaba en una generación más, condenando a la inanición a los individuos que no encontraban nuevos horizontes para su futuro.
Esto dio lugar, primeramente, a una creciente migración interna hacia las ciudades, pero la capacidad de ocupación de nueva mano de obra en países que no eran, ciertamente, focos de gran desarrollo maquinista e industrial, como el caso de España, no logró satisfacer a tal corriente migratoria.

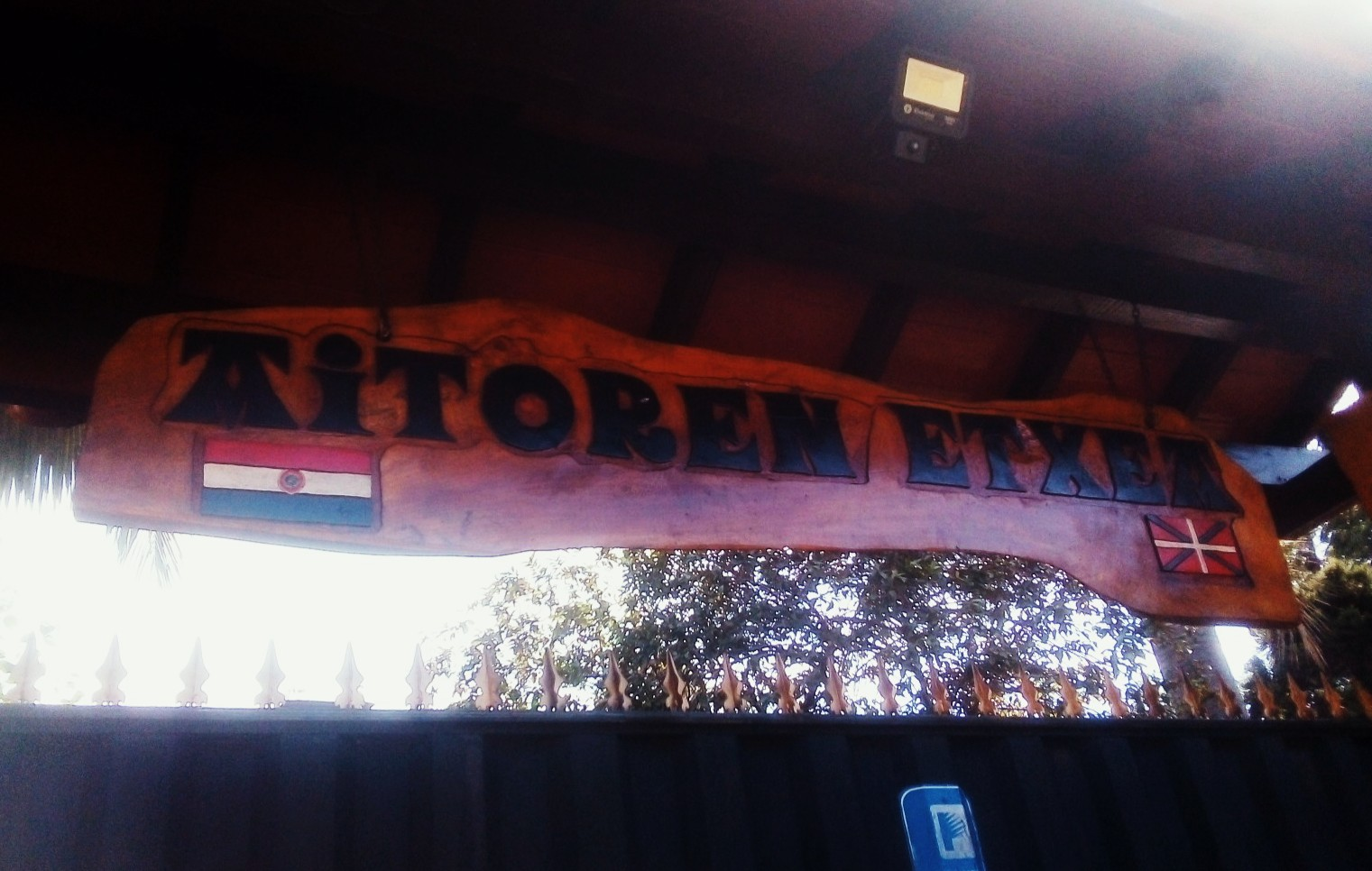
Cartel escrito en eukera, en la ciudad de Itauguá. Se traduce como "La casa del abuelo".

La presión demográfica y recursos insuficientes para la solución de esta circunstancia, fueron los motores del gran movimiento de emigrados en el último tercio del siglo XIX. Circunstancias adicionales aceleraron esta corriente o la caracterizan en determinados momentos: las guerras, las epidemias, las plagas (como la filóxera que a fines del siglo XIX destruyó casi la totalidad de los viñedos de varios países europeos) o las que atacaron los cultivos de papa en Irlanda, que en menos de una semana arruinó toda la producción de ese rubro del país, y las hambrunas consecuentes, etc., son episodios que, de un modo u otro, impulsaron a sectores amplios o restringidos de la población a buscar radicación en diferentes destinos.
Así, enviaban como adelantados a los miembros familiares más fuertes física o espiritualmente para abrir un camino a los demás, generalmente, los miembros más jóvenes: la mayoría de los inmigrantes del siglo XIX eran individuos de entre los 13 y los 28 años de edad. La meta: encontrar trabajo para ganarse la vida y atender a los suyos.

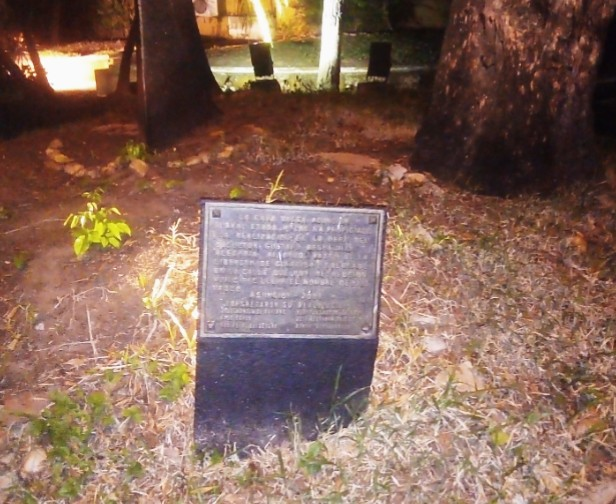
En la plaqueta bajo el monumento puedo leerse: "La Casa vasca de Asunción-Euskal Etxea Jasone ha propiciado la realización de la obra del escultor Gustavo Beckelmann, alegoría al árbol vasco de la libertad de Guernica, colocado en la calle que por resolución municipal lleva el nombre de País Vasco. Asunción-2001"

Por estas y otras muchas razones, muchos súbditos y ciudadanos europeos ya no estaban dispuestos a sufrir las consecuencias del radicalismo y la inestabilidad social, por lo que comenzaron a ver a América como el sitio ideal y con inagotables posibilidades para rehacer o continuar una vida más decorosa.
En resumen, estas fueron las causas que produjeron que sobre un país resurgente de una guerra de exterminio, así como sobre otros puntos del continente -primordialmente-, se iniciara una corriente migratoria europea, que fue, en su momento, un verdadero derrame o desborde en un recipiente amplio y casi vacío, abierto a oportunidades de expansión y fortuna para alentar esperanzas, a quienes vivían en territorios limitados, con campos muchas veces agotados y siempre cansados por milenarias cosechas y con una población en acelerado crecimiento.

## Mandatarios paraguayos de origen vasco
- Higinio Uriarte: cuyo apellido es originario de Oñate, Guipúzcoa y extendido a Ispáster (Vizcaya); significa "helechal".
- Juan Bautista Eguzquiza Isasi, de ascendencia vasca, tanto por la rama paterna como materna, cuyo primer apellido procede de Guipúzcoa y significa "lugar de salicarias", que es una planta semejante al sauce. Su apellido materno, Isasi, es originario de Éibar, en la misma región; es equivalente a "retamal" o lugar de retamas.

- Emilio Aceval: era de ascendencia vasca, aunque originalmente se escribía Acebal o Azebal.

- Juan Antonio Escurra, apellido escrito originalmente como Ezkurra y significa "encinal".

- Juan Bautista Gaona: su familia  provenía de la villa de Gaona en Álava, y de Azcoitia, Guipúzcoa, y su significado es "pastizal".

- Manuel Gondra: también llevaba sangre vasca en sus venas y su apellido, como Gaona, también significa "pastizal".
- Eligio Ayala: también vasco por ambas ramas; Sisa, apellido de su padre, don Mariano y Ayala, por lado materno.
- José Félix Estigarribia Insaurralde: también era vasco por padre y madre. Su apellido paterno significa "lugar de tilos".
- Juan Manuel Frutos Escurra: vasco por línea materna. Era sobrino del presidente Juan Antonio Escurra.
- Federico Chaves Careaga: vasco por línea materna, cuyo apellido, al igual que otros del mismo origen, significa "helechal", y es proveniente de Jeméin, al noreste de Vizcaya.

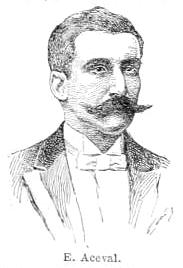
Emilio Aceval (1853-1931)
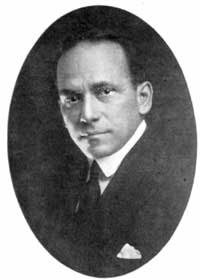
Eligio Ayala (1879-1930)
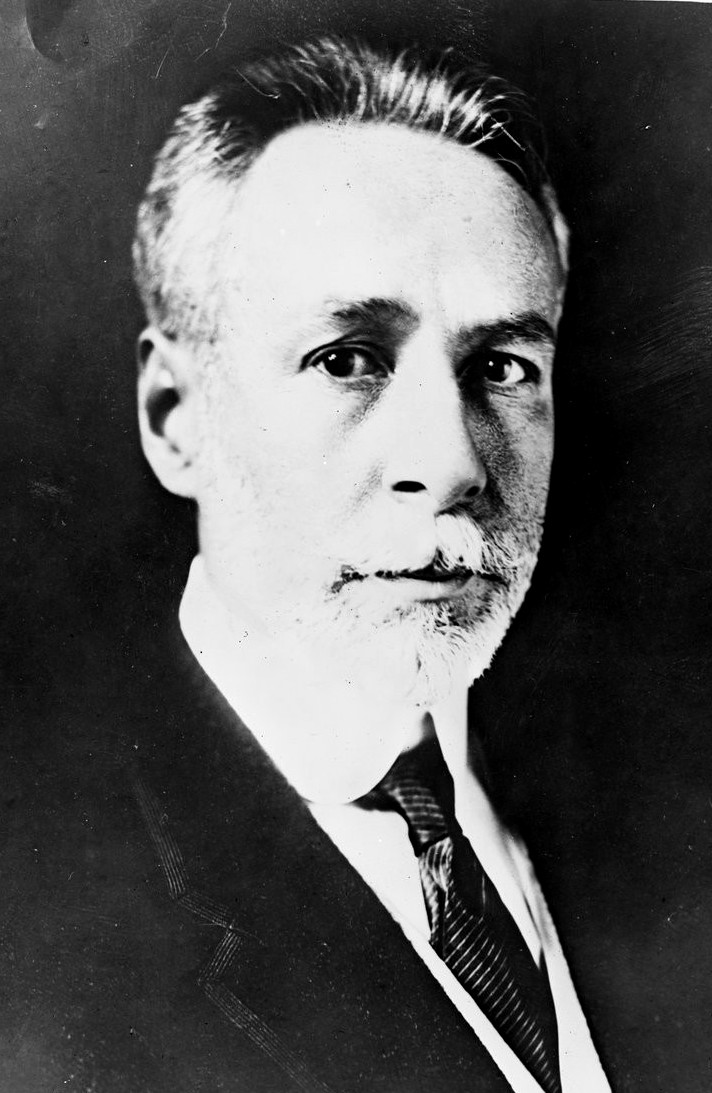
Manuel Gondra (1871-1927)
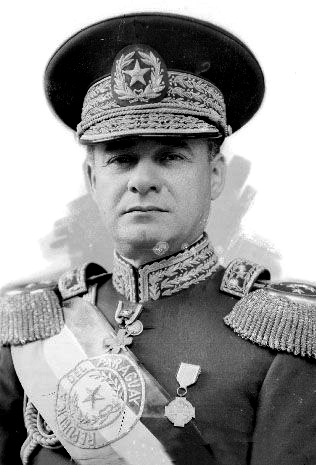
José Félix Estigarribia (1887-1940)

## Algunos apellidos vascos usuales en Paraguay
- Achucarro: Peña del barranco.

- Aguirre: Descampado, limpio de maleza.

- Arzamendia: Montaña del oso.

- Borda: Redil de ganado.

- Careaga: Lugar de caleras.

- Echagüe: Limítrofe de la casa.

- Elicetche: Casa de la iglesia.

- Galarza: Mucho pastizal alto.

- Ibarrola: Ferrería de la ribera.

- Insaurralde: Aquel que vive bajo los nogales.

- Irala: Campo de helechos.

- Leguizamón: Laderas de la colina.

- Lezcano: Colina de la cueva.

- Mendieta: Muchos montes.

- Odriozola: Planta, cimiento de la ferrería.

- Recalde: Al lado del riachuelo.

- Sallaberry: Palacio nuevo.

- Tellechea: La casa de la tejería.

- Ugarriza: Muchos guijarros.

- Unzaín: Cima de los hiedrales.

- Zabala: El ancho.

- Anzoategui: Lugar de saúco.

## Personas destacadas
- Angel Sopeña Quesada, ginecólogo y filántropo.
- Efraín Alegre: político y abogado.
- Eduardo Aramburu: ministro y militar, héroe de la Guerra de Triple Alianza.
- Josú Arketa: sacerdote y exdirector de Radio Cáritas.
- Dionisio Borda: exministro de Hacienda.
- César Bordaberry: futbolista.
- Luis Caminos: ministro y militar, héroe de la Guerra de Triple Alianza.
- Ignacio Gogorza: monseñor.
- Francisco Pancho Gorostiaga: corredor, tres veces ganador del Transchaco Rally.
- Ricardo Gorostiaga: tenista.
- Pedro Ibarreta Uhagón: explorador y geógrafo.
- Julio Irrazábal: futbolista.
- Luis Irrazábal: militar héroe de la Guerra del Chaco.
- Vicente Ignacio Iturbe: prócer de la Independencia.
- Nicolás Leoz: dirigente deportivo, expresidente de la Conmebol.
- Jesús Manuel Pallarés: presidente de Liga Paraguaya de Fútbol
- José Sasiain: futbolista.
- Juan Valeriano Zeballos: prócer de la Independencia.
- Carlos Zubizarreta: escritor.
- Gerónimo Zubizarreta: canciller.
- Ramón Tati Zubizarreta: expresidente del Comité Olímpico Paraguayo.